# 張湘祥
張湘祥（ちょう しょうしょう、チャン シャンシャン、中: 张湘祥、1983年7月16日 - ）は、中国のウエイトリフティング選手。福建省竜岩市出身。2000年シドニーオリンピックの56 kg級で銅メダルを、2008年北京オリンピックの62 kg級で金メダルを受賞し、2009年に現役を引退した。